# Secret (personaje)
Secret (Greta Hayes) es un personaje de ficción, una superheroína del universo de DC Comics. 

## Biografía
Secret apareció por primera vez en un cómic que formaba parte del evento de quinta semana llamado "Girlfrenzy". En este cómic, Young Justice: Secret, escrito por Todd Dezago y dibujado por Todd Nauck, Robin, Impulso y Superboy la ayudaron a escapar de los agentes de la DEO (Departamento de Operaciones Extranormales) que estaban reteniéndola contra su voluntad. Secret era incorpórea, capaz de asumir una variedad de apariencias y es llamada "la chica de la niebla" o la "chica de la botella" por varios agentes que la siguen a lo largo de la carrera de Young Justice. 
Su origen sería revelado más adelante: Secret fue una vez una chica común llamada Greta cuyo hermano adoptivo Billy la mató como parte de su plan para volverse un supervillaino llamado Harm. Debido a la manera en que murió, Greta permaneció atrapada en este plano de existencia entre la vida y la muerte. El propio Billy, tras atacar al equipo, murió cuando su propio padre le disparó. Billy regresó durante la historia del Día del Juicio, ya que la totalidad del Infierno había sido evacuada. De nuevo luchó contra el equipo, usando la sustancia de Secret.
Secret se unió a Justicia Joven junto con Wonder Girl y Arrowette. A menudo se la llamaba "Suzie" porque su nombre real era desconocido en ese momento. Secret se convirtió en una buena amiga de las dos chicas y, a menudo, se la describió como tímida. Ella se enamoró de Robin a lo largo de la serie, y a menudo defendió sus acciones y siguió su liderazgo sin lugar a dudas. También expresó celos de Spoiler, la novia de Robin, hasta el punto en que los dos tuvieron una batalla total en Gotham City, que fue detenida por los esfuerzos combinados de Red Tornado y Robin.
En una realidad alternativa, Billy había asumido los poderes de Secret. Irónicamente, Billy luchó por lo que percibía como justicia en esta forma.
Durante la historia de Sins of Youth, un Secret temporalmente adulto, con la ayuda de Deadman, persiguió a Teekl, el familiar felino del villano Klarion the Witch Boy. Sorprendiendo a sus amigos de edad alterada, hizo que Klarion retrocediera amenazando con matar a Teekl. Al deshacer todo lo que había hecho, Klarion insistió en que eran todos o nada. Secret no quería volver a cambiar, pero Robin lo persuadió, quien prometió estar siempre ahí para ella. Como predijo el héroe cercano Merry Pemberton, esto luego causaría muchos problemas. Secret incluso llegaría a amenazar físicamente a Spoiler.
Durante el tiempo en que Hal Jordan intentó ser el mentor de Secret, visitó a su padre en la cárcel. Bajo la influencia mental de Billy, su padre la rechazó, dejándola más abatida que antes.
Secret finalmente cedió a la oscuridad en su naturaleza a instancias de Darkseid, a quien erróneamente llamó 'Doug Side'. Durante su tiempo en el planeta Apokolips de Darkseid, Billy, poseyendo a su padre, lanzó el cuerpo a una de las fogatas, matándolos a ambos. Aunque el mentor de Secret, Hal Jordan se había ofrecido a intervenir y salvar a Greta, así como al mundo, el actual asesor del equipo, Snapper Carr, rechazó la oferta, prefiriendo que los niños usaran el malvado de Secret como una 'experiencia de aprendizaje'. Tim pudo convencerla. En el último número de Young Justice, Darkseid disgustado la despojó de sus poderes, dejándola como una chica viva y corriente, y por lo tanto resucitó de su muerte, que fue irónicamente como siempre quiso ser.
Finalmente, teniendo una vida propia, asiste a la Escuela Elías para chicas, junto con Cassandra Sandsmark y Cissie King-Jones.

## Poderes y habilidades
Como fantasma, Secret puede volar, teletransportarse, cambiar de forma, volverse etéreo, poseer a cualquier ser sensible y llevar almas al "otro lado".

## Otra versión
Secret hizo un breve aparición en Teen Titans Go! N.º 10 en forma de una fotografía pequeña en la tapa de una revista de ficción Adolescente Visto, junto con los cuadros pequeños de Aqualad, Wildebeest, Slo-Bo y Speedy I.

## En otros medios

### Televisión
- Secret aparece en el episodio de Young Justice, "Secretos", doblada por Masasa Moyo. Ella es vista por primera vez observando a Artemis y Zatanna, mientras las dos chicas visitan Manhattan durante la noche de Halloween, e intenta ayudarlas cuando Daño, el villano del episodio, las ataca con la espada de Beowulf, como ejercicio para acabar con sus mentores. Después de que las dos chicas sean capturadas por Daño, Secreto reaparece en la habitación donde Zatanna esta cautiva, y la rescata al retirarle la cinta adhesiva con la que estaba amordazada, lo que le permite acceder a sus habilidades de lanzamiento de conjuros. Zatanna y Artemis finalmente, descubren que Secreto es la hermana menor de Daño, a quien asesinó con el fin de aislarse de los vínculos emocionales. Después de que las dos heroínas derroten a Daño, Greta se desvanece en el más allá, con Zatanna prometiendo darle un entierro apropiado. En este aspecto, Secreto sólo es capaz de comunicarse mediante la repetición de la palabra "secreto". Artemis se entera de que Greta basa su nombre en la Cámara de los Secretos, un establecimiento frente al patio de la familia de Hayes. Artemis supone que el cartel de neon de la tienda fue probablemente lo último que vio antes de ser asesinada por su hermano.

### Varios
En Teen Titans Go! # 48, Killowat permanece en el universo de Titanes durante algún tiempo. Llegó a su mundo cuando Raven escuchó su grito de ayuda desde su dimensión y lo llevó a su dimensión. Ahora Raven cree que encontró una manera de enviarlo de regreso, pero comete un error y lo envía a un universo diferente. Al tratar de corregir su error, Raven trae al Heraldo y abren muchos portales juntos. Secret apareció en uno de los portales a otra Tierra. Ella no tiene líneas en el cómic.